# Bolderslev
Bolderslev (tysk: Bollersleben) er en by i Sønderjylland med 1.109 indbyggere  (2024). Byen er hovedby i Bjolderup Sogn og hører til Aabenraa Kommune og Region Syddanmark.
Bolderslev var tidligere en stationsby på Den østjyske længdebane mellem Tinglev og Rødekro, men jernbanestationen er nu nedlagt og nedrevet. Den dobbeltsporede jernbane og den stærkt befærdede gennemfartsvej, Hellevad-Bov-vejen deler byen i tre mindre dele. Få kilometer sydøst for Bolderslev findes det gamle sønderjyske tingsted Urnehoved og syd for byen findes 18 gravhøje fra Oldtiden, hvoraf Toppehøj og Bredhøj er blandt de største. Tre kilometer vest for Bolderslev findes sognekirken Bjolderup Kirke.
Fra Bolderslevs centrum er der 7 kilometer til Tinglevs centrum, 7 kilometer til Hjordkær, 12 kilometer til Aabenraa og 23 kilometer til Padborg.
De seneste år har man forsøgt at skabe mere liv i byen med for eksempel en løbeklub, samt medfølgende løbesti.

## Historie
Bolderslevs historie går tilbage til jernalderen før år 800. Stednavnet Bolderslev betyder »Balders arvegods« og stammer fra hedensk tid.
Den ældste bebyggelse rækker tilbage til den yngre stenalder og bronzealder. Gravhøjene sydvest for Bolderslev vidner herom. De gamle vejstrøg Oksevejen og Frisvejen kan endnu følges i landskabet.
Da folk sidst i vikingetiden blev kristne, opstod sognet som et fællesskab om kirken i Bjolderup. I Middelalderen var Bolderslev hjemsted for slægten Urne (adelsslægt) og det sønderjyske landsting på Urnehoved i Bolderslevskov.
Fra 1400-tallet kendes Bolderslev Frigård. Her tog de slesvigske hertuger og danske konger ind, når de var på rejse. Christian IV var en hyppig gæst.
Endnu omkring 1860 var Bolderslev en typisk sønderjysk landsby med gårdene liggende inde i byen. Først lidt efter flyttede nogle gårde ud fra byen, mens andre blev, som det endnu ses i Østergade.
I 1864 åbnede jernbanen Flensborg-Vojens og Bolderslev blev stationsby. Især efter 1890 voksede befolkningen. Handel, håndværk og småindustri vandt frem.
I 1800-tallet fik flere folkelige bevægelser fodfæste i Bolderslev. Indre Mission stod stærkt. Missionshuset er endnu i brug.
De dansksindede samledes i forsamlingshuset, der også eksistere i dag. Tyskheden fik med tiden en del tilhængere. I 1900-tallet kom arbejderbevægelsen til.
Den 14. oktober 1956 skete der en togulykke ved Bolderslev Station, idet et sporskifte ved en menneskelig fejl blev omstillet medens et udflugtstog var under indkørsel til stationen. Togets sidste vogn blev afsporet og væltede. To personer blev dræbt.
Frisvejen (ved Bolderslev) går fra Bolderslev i nord til Lovtrup Vestermark i syd, en strækning på ca. 3 kilometer. Siges at have fået sit navn, fordi den i gammel tid førte ned til friserne i Vestslesvig.

## Erhverv
Bolderslev huser i dag en stor industrivirksomhed, Kohberg Brød A/S, som er opstået på grundlag af et tidligere håndværksbageri i byen. Desuden er der en række mindre virksomheder, men flertallet af de 1.109 indbyggere har arbejde udenfor byen.

## Organisationer

### Lokalråd
Under lokalrådet arbejder 8 arbejdsgrupper
- Ad hoc gruppe
- Informationsplatform
- Motionsområde
- Aktivitetsområde
- Service Erhverv
- Offentlig Service
- Alsidig Boligformer
- Infrastruktur

#### Grønne Sløjfer
De Grønne Sløjfer består af en »grøn« cycle/løbe/vandrerute uden om byen på i alt ca. 27 km. Samt en »rød« vandre/løberute gennem byen på 2,7 km. Der ud over er der en østlig »hvid« handicapvenlig rute på 1,9 km og en vestlig »hvid« handicapvenlig rute på 2,1 km. De to hvide ruter danner tilsammen en fælles sløjfe med udgangspunkt ved Bolderslev Fritidscenter. Målet er handicapvenlige ruter, der kan bruges som motions-, lege-, og hyggestier. Undervejs er der forskellige »play-spots«, aktivitetsredskaber, picnic- og hvilesteder, infotavler samt QR-information.

#### Udendørs aktivitetsbane
Bolderslevs Udendørs aktivitetsbane er en overdækket aktivitetsbane, med 8 forskellige aktivitetsredskaber, beliggende ved Bolderslev Fritidscenter. Banen er et gratis fritidstilbud til alle.

### B1950 Bolderslev
Boldklubben B1950 Bolderslev, blev stiftet i 1949, er et amatør fodboldhold, hvor der spilles fodbold i alle aldersklasser, både med herre og kvinder.

### BVU
Bolderslev-Vollerup Ungdomsforening, er en flerstrenget forening med en bestyrelse på tre mand og et KU-udvalg der består af bestyrelsen samt formanden fra hvert udvalg.

### KFUM-spejderne
KFUM-spejderne i Bolderslev kaldes Urnehoved Gruppe.

### Kendte bysbørn
- Louise Rømer, journalist hos Aller Media.
- Henrik Fallesen, sportsjournalist hos Danmarks Radio.
- Hans Schulz Hansen, Områdeleder Forskning og Arkivadgang, adj. professor, dr.phil., Rigsarkivet.

## Institutioner

### Skole
Skolen er bygget op omkring fire storrum. Omkring det ene storrum holder klasserne 0.kl til 3. klasse til, omkring det andet holder 4. og 6. klasse til, og omkring det tredje har vi biblioteket og faglokalerne placeret.
Bolderslev skole er en 1 sporet skole med elever fra børnehaveklasse til 6. klasse. Det samlede elevtal ligger omkring 133.
Til skolen er der knyttet en skolefritidsordning med ca. 70 børn.
Skolens fysiske rammer består af den oprindelige skole indeholdende SFO, gymnastiksal med omklædning og håndarbejde. Den nye og største del af skolen blev opført i slutningen af halvfjerserne i ét plan og indeholder kontorer, faglokaler, klasselokaler, bibliotek samt lokaler til tandplejen, PPR og skolesundhedsplejen

### Børnehave
Børnehuset er et kommunalt børnehus som består af 2 huse. Sommerfuglene og Frøerne, samt småbørnsgruppen Bierne er i Hus 1. De ældste børn er i Hus 2 og gruppen hedder Græshopperne. Børnehuset har ligeledes en støtte/specialgruppe som ligger i huset sammen med Græshopperne og hedder Kridthuset. Børnehuset er certificeret til idræts- leg og bevægelsesbørnehus.

## Bibliotek
Bolderslev Lokalbibliotek er en del af skolen.